# باتافيا (إلينوي)
باتافيا، إلينوي Batavia, Illinois مدينة في مقاطعات دوباجي وكاني بولاية إلينوي في الولايات المتحدة ،تعداد السكان لعام 2000 هو 23.866 نسمة ،إحصاء عام 2002 يقدر ب 25.153 نسمة.

## التركيبة السكانية
حدّد مكتب تعداد الولايات المتحدة بيانات التركيبة السكانية لباتافيا في تعداد الولايات المتحدة. في ما يلي، التركيبة السكانية حسب تعدادي 2000 و2010.

### تعداد عام 2000
بلغ عدد سكان باتافيا 23,866 نسمة بحسب تعداد عام 2000، وبلغ عدد الأسر 8,494 أسرة وعدد العائلات 6,266 عائلة مقيمة في المدينة. في حين سجلت الكثافة السكانية 860 نسمة لكل كيلومتر مربع (2,227.4/ميل2). وبلغ عدد الوحدات السكنية 8,806 وحدة بمتوسط كثافة قدره 317.3 لكل كيلومتر مربع (821.8/ميل2).
وتوزع التركيب العرقي للمدينة بنسبة 93.21% من البيض و2.42% من الأمريكيين الأفارقة و0.11% من الأمريكيين الأصليين و1.35% من الأمريكيين ذوي الأصول الآسيوية و0% من سكان جزر المحيط الهادئ و1.53% من الأعراق الأخرى و1.39% من عرقين مختلطين أو أكثر و5.27% من الهسبانيون أو اللاتينيون من أي عرق.
بلغ عدد الأسر 8,494 أسرة كانت نسبة 43.1% منها لديها أطفال تحت سن الثامنة عشر تعيش معهم، وبلغت نسبة الأزواج القاطنين مع بعضهم البعض 63% من أصل المجموع الكلي للأسر، ونسبة 7.8% من الأسر كان لديها معيلات من الإناث دون وجود شريك، بينما كانت نسبة 3% من الأسر لديها معيلون من الذكور دون وجود شريكة وكانت نسبة 26.2% من غير العائلات. تألفت نسبة 22.5% من أصل جميع الأسر من عدة أفراد يعيشون في نفس المنزل ونسبة 9.7% كانت تتألف من شخص يعيش بمفرده يبلغ من العمر 65 عاماً أو أكثر. وبلغ متوسط حجم الأسرة المعيشية 2.75، أما متوسط حجم العائلات فبلغ 3.27.
بلغ العمر الوسطي للسكان 35.9 عاماً. وكانت نسبة 30.2% من القاطنين تحت سن الثامنة عشر، وكانت نسبة 5.9% بين الثامنة عشر والرابعة والعشرين عاماً، ونسبة 30.4% كانت واقعةً في الفئة العمرية ما بين الخامسة والعشرين والرابعة والأربعين عاماً، ونسبة 22.1% كانت ما بين الخامسة والأربعين والرابعة والستين، ونسبة 9.1% كانت ضمن فئة الخامسة والستين عاماً فما فوق. يوجد لكل 100 أنثى 95.3 ذكر، ويوجد لكل 100 أنثى في الثامنة عشر من عمرها فما فوق 90.5 ذكر.
بلغ متوسط دخل الأسرة في المدينة 68,656 دولارًا، أما متوسط دخل العائلة فبلغ 81,689 دولارًا. وكان متوسط دخل الذكور 55,913 دولارًا مقابل 35,083 دولارًا للإناث. وسجل دخل الفرد الخاص بالمدينة 27,783 دولارًا. وكانت نسبة 2.5% من العائلات ونسبة 3.6% من السكان تحت خط الفقر، وكان من هؤلاء نسبة 4.2% تحت سن الثامنة عشر ونسبة 5.6% في الخامسة والستين من العمر وما فوق.

### تعداد عام 2010
بلغ عدد سكان باتافيا 26,045 نسمة بحسب تعداد عام 2010، وبلغ عدد الأسر 9,554 أسرة وعدد العائلات 7,007 عائلة مقيمة في المدينة. في حين سجلت الكثافة السكانية 938.6 نسمة لكل كيلومتر مربع (2,431.0/ميل2). وبلغ عدد الوحدات السكنية 10,042 وحدة بمتوسط كثافة قدره 361.9 لكل كيلومتر مربع (937.3/ميل2).
وتوزع التركيب العرقي للمدينة بنسبة 91.89% من البيض و2.44% من الأمريكيين الأفارقة و0.23% من الأمريكيين الأصليين و1.82% من الأمريكيين ذوي الأصول الآسيوية و0.02% من سكان جزر المحيط الهادئ و2.03% من الأعراق الأخرى و1.57% من عرقين مختلطين أو أكثر و6.82% من الهسبانيون أو اللاتينيون من أي عرق.
بلغ عدد الأسر 9,554 أسرة كانت نسبة 38.7% منها لديها أطفال تحت سن الثامنة عشر تعيش معهم، وبلغت نسبة الأزواج القاطنين مع بعضهم البعض 61.5% من أصل المجموع الكلي للأسر، ونسبة 8.8% من الأسر كان لديها معيلات من الإناث دون وجود شريك، بينما كانت نسبة 3% من الأسر لديها معيلون من الذكور دون وجود شريكة وكانت نسبة 26.7% من غير العائلات. تألفت نسبة 23.1% من أصل جميع الأسر من عدة أفراد يعيشون في نفس المنزل ونسبة 10.1% كانت تتألف من شخص يعيش بمفرده يبلغ من العمر 65 عاماً أو أكثر. وبلغ متوسط حجم الأسرة المعيشية 2.71، أما متوسط حجم العائلات فبلغ 3.23.
بلغ العمر الوسطي للسكان 40.4 عاماً. وكانت نسبة 27.5% من القاطنين تحت سن الثامنة عشر، وكانت نسبة 7.2% بين الثامنة عشر والرابعة والعشرين عاماً، ونسبة 22.7% كانت واقعةً في الفئة العمرية ما بين الخامسة والعشرين والرابعة والأربعين عاماً، ونسبة 31.3% كانت ما بين الخامسة والأربعين والرابعة والستين، ونسبة 11.3% كانت ضمن فئة الخامسة والستين عاماً فما فوق. وتوزع التركيب الجنسي للسكان بنسبة 48.7% ذكور و51.3% إناث.

## أعلام
- دايفيد براون
- دان إيسل
- كين أندرسون
- تشارلي بريغز
- رالف فليتشير سايمور